# Lista siturilor arheologice din județul Constanța - M
Lista siturilor arheologice din județul Constanța - M conține toate siturile arheologice din județul Constanța înscrise în Repertoriul Arheologic Național (RAN) și aflate în localități al căror nume începe cu litera M. RAN este administrat de Ministerul Culturii și Patrimoniului Național și cuprinde date științifice, cartografice, topografice, imagini și planuri, precum și orice alte informații privitoare la zonele cu potențial arheologic, studiate sau nu, încă existente sau dispărute.
Puteți căuta un sit din localitățile care încep cu litera M folosind formularul de mai jos sau puteți naviga prin toate siturile din județ la Lista siturilor arheologice din județul Constanța.
| Cod RAN                                  | Denumire | Localitate                                          | Adresă                                                                                  | Datare                          | Descoperit | Coordonate                                    | Imagine           | Erori            |
| ---------------------------------------- | --- | --------------------------------------------------- | --------------------------------------------------------------------------------------- | ------------------------------- | ---------- | --------------------------------------------- | ----------------- | ---------------- |
| 60856.01.01 (Cod LMI: CT-I-m-A-02559.03) | Valul mare de pământ - Medgidia - "Pietre" / ansamblu Valul mare de pământ (Categorie: fortificație) (Tip: Val de pământ)                                     | municipiul Medgidia                                 | Str. Poporului nr. 48, punct Pietre                                                     | sec. X-XI                       |            | 44°14′43″N 28°16′37″E / 44.24532°N 28.27704°E | Încărcați imagine | Raportați eroare |
| 60856.05.01                              | Valul de piatră de la Medgidia / ansamblu anonim (Categorie: fortificație) (Tip: Val de piatră)                                                               | municipiul Medgidia                                 |                                                                                         | sec. X-XI                       |            |                                               | Încărcați imagine | Raportați eroare |
| 62299.01.01 (Cod LMI: CT-I-m-A-02559.02) | Valul de piatră de la Mircea Vodă / ansamblu anonim (Categorie: fortificație) (Tip: Val de piatră)                                                            | sat Mircea Vodă, comuna Mircea Vodă                 |                                                                                         | sec. X-XI                       |            | 44°15′29″N 28°08′52″E / 44.25793°N 28.14775°E | Încărcați imagine | Raportați eroare |
| 60491.04.01 (Cod LMI: CT-I-m-A-02696.07) | Necropola tumulară de la Mangalia / ansamblu anonim (Categorie: descoperire funerară) (Tip: Necropolă tumulară)                                               | municipiul Mangalia                                 |                                                                                         | greacă sec. III-I a. Chr.       |            | 43°49′35″N 28°32′26″E / 43.82633°N 28.54059°E | Încărcați imagine | Raportați eroare |
| 60491.04.02 (Cod LMI: CT-I-m-A-02696.07) | Necropola tumulară de la Mangalia / ansamblu anonim (Categorie: descoperire funerară) (Tip: necropola)                                                        | municipiul Mangalia                                 |                                                                                         | sec. I - III                    |            | 43°49′35″N 28°32′26″E / 43.82633°N 28.54059°E | Încărcați imagine | Raportați eroare |
| 60491.09.01 (Cod LMI: CT-I-m-A-02696.10) | Necropola elenistică de la Mangalia / ansamblu anonim (Categorie: descoperire funerară) (Tip: Necropolă)                                                      | municipiul Mangalia                                 |                                                                                         | greacă sec. IV-II a. Chr.       |            | 43°48′58″N 28°35′13″E / 43.81611°N 28.58694°E | Încărcați imagine | Raportați eroare |
| 60491.09.02 (Cod LMI: CT-I-m-A-02696.10) | Necropola elenistică de la Mangalia / ansamblu anonim (Categorie: descoperire funerară) (Tip: necropola)                                                      | municipiul Mangalia                                 |                                                                                         |                                 |            | 43°48′58″N 28°35′13″E / 43.81611°N 28.58694°E | Încărcați imagine | Raportați eroare |
| 60491.10.01 (Cod LMI: CT-I-m-A-02696.11) | Mormântul cu boltă de la Mangalia / ansamblu Mormântul cu boltă (Categorie: descoperire funerară) (Tip: Mormânt)                                              | municipiul Mangalia                                 |                                                                                         | sec. IV-III a. Chr.             |            | 43°47′50″N 28°33′25″E / 43.79722°N 28.55694°E | Încărcați imagine | Raportați eroare |
| 60491.11.01 (Cod LMI: CT-I-m-A-02696.05) | Necropola romano-bizantină de la Mangalia / ansamblu anonim (Categorie: descoperire funerară) (Tip: Necropolă)                                                | municipiul Mangalia                                 | Str.Oituz, Stația de betoane                                                            | sec. IV-VIII                    |            | 43°48′51″N 28°33′30″E / 43.81417°N 28.55838°E | Încărcați imagine | Raportați eroare |
| 60491.11.02 (Cod LMI: CT-I-m-A-02696.05) | Necropola romano-bizantină de la Mangalia / ansamblu anonim (Categorie: descoperire funerară) (Tip: Necropolă)                                                | municipiul Mangalia                                 | Str.Oituz, Stația de betoane                                                            | sec.IV .Chr.                    |            | 43°48′51″N 28°33′30″E / 43.81417°N 28.55838°E | Încărcați imagine | Raportați eroare |
| 60491.11.03 (Cod LMI: CT-I-m-A-02696.05) | Necropola romano-bizantină de la Mangalia / ansamblu anonim (Categorie: descoperire funerară) (Tip: Necropolă)                                                | municipiul Mangalia                                 | Str.Oituz, Stația de betoane                                                            | sec.I-III                       |            | 43°48′51″N 28°33′30″E / 43.81417°N 28.55838°E | Încărcați imagine | Raportați eroare |
| 60491.12.01 (Cod LMI: CT-I-m-A-02696.02) | Morminte paleocreștine de la Mangalia / ansamblu Morminte hypogee paleocreștine (Categorie: descoperire funerară) (Tip: Grup de morminte)                     | municipiul Mangalia                                 |                                                                                         | sec. VI-VII                     |            | 43°48′52″N 28°34′26″E / 43.81433°N 28.57378°E | Încărcați imagine | Raportați eroare |
| 60856.02.01 (Cod LMI: CT-I-s-B-02697)    | Așezarea medievală de la Medgidia / ansamblu anonim (Categorie: locuire civilă) (Tip: Așezare)                                                                | municipiul Medgidia                                 |                                                                                         | sec. IX-XI                      |            |                                               | Încărcați imagine | Raportați eroare |
| 60856.03.01 (Cod LMI: CT-I-s-B-02698)    | Necropola Latene de la Medgidia - "Forja Veche" / ansamblu anonim (Categorie: descoperire funerară) (Tip: Necropolă de inhumație)                             | municipiul Medgidia                                 | Forja Veche                                                                             | sec. II-I a. Chr.               |            |                                               | Încărcați imagine | Raportați eroare |
| 60856.04.01 (Cod LMI: CT-I-s-B-02699)    | Așezarea medievală de la Medgidia / ansamblu anonim (Categorie: locuire civilă) (Tip: Așezare)                                                                | municipiul Medgidia                                 | Dumbrava Roșie                                                                          | sec. IX-XI                      |            |                                               | Încărcați imagine | Raportați eroare |
| 62262.01 (Cod LMI: CT-I-s-B-02700)       | Situl arheologic de la Mihai Viteazu - "Dealul Mormintelor" / ansamblu anonim (Categorie: locuire civilă)                                                     | sat Mihai Viteazu, comuna Mihai Viteazu             | Dealul Mormintelor                                                                      |                                 |            |                                               | Încărcați imagine | Raportați eroare |
| 62262.01.01 (Cod LMI: CT-I-s-B-02700)    | Situl arheologic de la Mihai Viteazu - "Dealul Mormintelor" / ansamblu anonim (Categorie: locuire civilă) (Tip: Locuire)                                      | sat Mihai Viteazu, comuna Mihai Viteazu             | Dealul Mormintelor                                                                      | sec. IV - VI                    |            |                                               | Încărcați imagine | Raportați eroare |
| 62262.01.02 (Cod LMI: CT-I-s-B-02700)    | Situl arheologic de la Mihai Viteazu - "Dealul Mormintelor" / ansamblu anonim (Categorie: locuire civilă) (Tip: Mormânt)                                      | sat Mihai Viteazu, comuna Mihai Viteazu             | Dealul Mormintelor                                                                      |                                 |            |                                               | Încărcați imagine | Raportați eroare |
| 62262.02.01 (Cod LMI: CT-I-s-A-02701)    | Tumulii de la Mihai Viteazu / ansamblu anonim (Categorie: descoperire funerară) (Tip: Grup de tumuli)                                                         | sat Mihai Viteazu, comuna Mihai Viteazu             |                                                                                         |                                 |            | 44°38′48″N 28°38′48″E / 44.64661°N 28.64677°E | Încărcați imagine | Raportați eroare |
| 62299.03.01 (Cod LMI: CT-I-m-B-02702.02) | Castrul romano-bizantin de la Mircea Vodă / ansamblu anonim (Categorie: locuire militară) (Tip: Castru)                                                       | sat Mircea Vodă, comuna Mircea Vodă                 |                                                                                         | sec. IV-VI                      |            |                                               | Încărcați imagine | Raportați eroare |
| 62299.03.02 (Cod LMI: CT-I-m-B-02702.03) | Castrul romano-bizantin de la Mircea Vodă / ansamblu anonim (Categorie: locuire militară) (Tip: Așezare)                                                      | sat Mircea Vodă, comuna Mircea Vodă                 |                                                                                         | sec. IV-VI                      |            |                                               | Încărcați imagine | Raportați eroare |
| 62299.03.03 (Cod LMI: CT-I-m-B-02702.01) | Castrul romano-bizantin de la Mircea Vodă / ansamblu anonim (Categorie: locuire militară) (Tip: Așezare)                                                      | sat Mircea Vodă, comuna Mircea Vodă                 |                                                                                         | sec. IX-XI                      |            |                                               | Încărcați imagine | Raportați eroare |
| 62299.02.01 (Cod LMI: CT-I-s-A-02560)    | Tumulii de la Mircea Vodă / ansamblu anonim (Categorie: descoperire funerară) (Tip: Grup de tumuli)                                                           | sat Mircea Vodă, comuna Mircea Vodă                 |                                                                                         |                                 |            | 44°17′41″N 28°09′40″E / 44.29462°N 28.16122°E | Încărcați imagine | Raportați eroare |
| 60623.01.01 (Cod LMI: CT-I-s-B-02703)    | Villa rustica de la Moșneni / ansamblu anonim (Categorie: locuire civilă) (Tip: Villa rustica)                                                                | sat Moșneni, comuna 23 August                       |                                                                                         | romană sec. II-III              |            |                                               | Încărcați imagine | Raportați eroare |
| 60491.08.01 (Cod LMI: CT-I-m-A-02696.09) | Mormânt roman "cu papirus" de la Mangalia / ansamblu Mormântul "cu papirus" (Categorie: descoperire funerară) (Tip: Mormânt)                                  | municipiul Mangalia                                 |                                                                                         | geto-dacică sec. IV - I a. Chr. |            | 43°48′58″N 28°35′07″E / 43.81619°N 28.58538°E | Încărcați imagine | Raportați eroare |
| 60491.05.01                              | Situl arheologic din perioada romană și romano-bizantină de la Callatis - "str. Mihai Eminescu" / ansamblu anonim (Categorie: locuire) (Tip: Așezare urbană)  | municipiul Mangalia                                 | str. Mihai Eminescu, str. Vasile Alecsandri, punct Str. M. Eminescu, str. V. Alecsandri |                                 |            |                                               | Încărcați imagine | Raportați eroare |
| 60491.05.02                              | Situl arheologic din perioada romană și romano-bizantină de la Callatis - "str. Mihai Eminescu" / ansamblu anonim (Categorie: locuire) (Tip: Așezare urbană)  | municipiul Mangalia                                 | str. Mihai Eminescu, str. Vasile Alecsandri, punct Str. M. Eminescu, str. V. Alecsandri |                                 |            |                                               | Încărcați imagine | Raportați eroare |
| 60491.14.01                              | Necropola de la Callatis - str. G-ral Boerescu / ansamblu anonim (Categorie: descoperire funerară) (Tip: Necropolă)                                           | municipiul Mangalia                                 | str. G-ral Boerescu, punct str. G-ral Boerescu                                          | sec. IV - VIII                  |            |                                               | Încărcați imagine | Raportați eroare |
| 60491.14.02                              | Necropola de la Callatis - str. G-ral Boerescu / ansamblu anonim (Categorie: descoperire funerară) (Tip: necropola)                                           | municipiul Mangalia                                 | str. G-ral Boerescu, punct str. G-ral Boerescu                                          | sec. I - III                    |            |                                               | Încărcați imagine | Raportați eroare |
| 60491.15.01                              | Fortificația elenistică de la Mangalia - str. Arcului nr. 3B / ansamblu anonim (Categorie: construcție) (Tip: Zid)                                            | municipiul Mangalia                                 | str. Arcului nr. 3B, punct str. Arcului nr. 3B                                          | greacă sec. III-II a. Chr       |            |                                               | Încărcați imagine | Raportați eroare |
| 60491.16.01                              | Situl arheologic de la Callatis - "str. Vasile Pârvan nr. 10" / ansamblu anonim (Categorie: locuire) (Tip: Locuire)                                           | municipiul Mangalia                                 | str. Vasile Pârvan nr. 10                                                               | sec.I-III                       |            |                                               | Încărcați imagine | Raportați eroare |
| 60491.16.02                              | Situl arheologic de la Callatis - "str. Vasile Pârvan nr. 10" / ansamblu anonim (Categorie: locuire) (Tip: Locuire)                                           | municipiul Mangalia                                 | str. Vasile Pârvan nr. 10                                                               |                                 |            |                                               | Încărcați imagine | Raportați eroare |
| 60491.16.03                              | Situl arheologic de la Callatis - "str. Vasile Pârvan nr. 10" / ansamblu anonim (Categorie: locuire) (Tip: Locuință)                                          | municipiul Mangalia                                 | str. Vasile Pârvan nr. 10                                                               | sec.XIX-XX                      |            |                                               | Încărcați imagine | Raportați eroare |
| 60491.17.01                              | Mormântul roman de la Mangalia - str. Horea, Cloșca și Crișan nr. 3 / ansamblu anonim (Categorie: descoperire funerară) (Tip: Mormânt de incinerație)         | municipiul Mangalia                                 | str. Horea, Cloșca și Crișan nr. 3, punct str. Horea, Cloșca și Crișan nr. 3            | sec.I-III                       |            |                                               | Încărcați imagine | Raportați eroare |
| 60491.17.01                              | Mormântul roman de la Mangalia - str. Horea, Cloșca și Crișan nr. 3 / complex mormânt (Categorie: descoperire funerară) (Tip: mormânt de incinerație în urnă) | municipiul Mangalia                                 | str. Horea, Cloșca și Crișan nr. 3, punct str. Horea, Cloșca și Crișan nr. 3            | roman timpuriu                  |            |                                               | Încărcați imagine | Raportați eroare |
| 60491.18 (Cod LMI: CT-II-m-A-02897)      | Casa Mehmet Hagi Ismail de la Mangalia / ansamblu anonim (Categorie: construcție)                                                                             | municipiul Mangalia                                 | str. Delfinului 12                                                                      |                                 |            |                                               | Încărcați imagine | Raportați eroare |
| 60491.18.01 (Cod LMI: CT-II-m-A-02897)   | Casa Mehmet Hagi Ismail de la Mangalia / ansamblu anonim (Categorie: construcție) (Tip: Construcție)                                                          | municipiul Mangalia                                 | str. Delfinului 12                                                                      | sec.XVIII                       |            |                                               | Încărcați imagine | Raportați eroare |
| 60491.19.01                              | Necropola romană târzie de la Mangalia - B-dul 1 Decembrie 1918 / ansamblu anonim (Categorie: descoperire funerară) (Tip: necropola)                          | municipiul Mangalia                                 | B-dul 1 Decembrie 1918                                                                  | sec. IV - VIII                  |            |                                               | Încărcați imagine | Raportați eroare |
| 60491.20.01                              | Situl arheologic de la Mangalia - str. Țepeș Vodă / ansamblu anonim (Categorie: locuire) (Tip: Așezare)                                                       | municipiul Mangalia                                 | str. Țepeș Vodă, punct str. Țepeș Vodă                                                  | sec. I - III                    |            |                                               | Încărcați imagine | Raportați eroare |
| 60491.20.02                              | Situl arheologic de la Mangalia - str. Țepeș Vodă / ansamblu anonim (Categorie: locuire) (Tip: Așezare)                                                       | municipiul Mangalia                                 | str. Țepeș Vodă, punct str. Țepeș Vodă                                                  | sec. IV - VIII                  |            |                                               | Încărcați imagine | Raportați eroare |
| 60491.20.03                              | Situl arheologic de la Mangalia - str. Țepeș Vodă / ansamblu anonim (Categorie: locuire) (Tip: Așezare)                                                       | municipiul Mangalia                                 | str. Țepeș Vodă, punct str. Țepeș Vodă                                                  | sec. XVIII - XIX                |            |                                               | Încărcați imagine | Raportați eroare |
| 60491.21.01                              | Situl arheologic de la Mangalia - cartier Dobrogea I / ansamblu anonim (Categorie: locuire) (Tip: Așezare)                                                    | municipiul Mangalia                                 | cartier Dobrogea I                                                                      | Hamangia                        |            |                                               | Încărcați imagine | Raportați eroare |
| 60491.21.02                              | Situl arheologic de la Mangalia - cartier Dobrogea I / ansamblu anonim (Categorie: locuire) (Tip: Așezare)                                                    | municipiul Mangalia                                 | cartier Dobrogea I                                                                      |                                 |            |                                               | Încărcați imagine | Raportați eroare |
| 60491.22.01                              | Necropola elenistică din Mangalia - str. General Vârtejanu, nr. 4 / ansamblu anonim (Categorie: descoperire funerară) (Tip: necropola)                        | municipiul Mangalia                                 | str. General Vârtejanu, nr. 4, punct str. General Vârtejanu, nr. 4                      | sec. IV-III a. Chr.             |            |                                               | Încărcați imagine | Raportați eroare |
| 60491.23.01                              | Necropola romană târzie din Mangalia - str. Mihai Viteazu, nr. 56 D / ansamblu anonim (Categorie: descoperire funerară) (Tip: necropola)                      | municipiul Mangalia                                 | str. Mihai Viteazu, nr. 56 D, punct str. Mihai Viteazu, nr. 56 D                        | sec. IV - VIII                  |            |                                               | Încărcați imagine | Raportați eroare |
| 60491.24.01                              | Necropola de la Mangalia - str. Muncitorului nr. 10 / ansamblu anonim (Categorie: descoperire funerară) (Tip: necropola)                                      | municipiul Mangalia                                 | str. Muncitorului nr. 10, punct str. Muncitorului nr. 10                                | sec. IV - VIII                  |            |                                               | Încărcați imagine | Raportați eroare |
| 60491.24.02                              | Necropola de la Mangalia - str. Muncitorului nr. 10 / ansamblu anonim (Categorie: descoperire funerară) (Tip: necropola)                                      | municipiul Mangalia                                 | str. Muncitorului nr. 10, punct str. Muncitorului nr. 10                                | sec. XIX - XX                   |            |                                               | Încărcați imagine | Raportați eroare |
| 60491.25.01                              | Necropola romană de la Mangalia - str. N. Iorga / ansamblu anonim (Categorie: descoperire funerară) (Tip: necropola)                                          | municipiul Mangalia                                 | str. N. Iorga, punct str. N. Iorga                                                      | sec. I - III                    |            |                                               | Încărcați imagine | Raportați eroare |
| 60491.26.01                              | Necropola romano-bizantină de la Mangalia - str. Portului, nr. 40 / ansamblu anonim (Categorie: descoperire funerară) (Tip: necropola)                        | municipiul Mangalia                                 | str. Portului, nr. 40, punct str. Portului, nr. 40                                      | sec. IV - VIII                  |            |                                               | Încărcați imagine | Raportați eroare |
| 60491.27.01                              | Situl arheologic de la Callatis - str. Ștefan cel Mare / ansamblu anonim (Categorie: descoperire funerară) (Tip: necropola)                                   | municipiul Mangalia                                 | str. Ștefan cel Mare, punct str. Ștefan cel Mare                                        |                                 |            |                                               | Încărcați imagine | Raportați eroare |
| 60491.27.02                              | Situl arheologic de la Callatis - str. Ștefan cel Mare / ansamblu anonim (Categorie: descoperire funerară) (Tip: necropola)                                   | municipiul Mangalia                                 | str. Ștefan cel Mare, punct str. Ștefan cel Mare                                        | sec. I - III                    |            |                                               | Încărcați imagine | Raportați eroare |
| 60491.27.03                              | Situl arheologic de la Callatis - str. Ștefan cel Mare / ansamblu anonim (Categorie: descoperire funerară) (Tip: Așezare)                                     | municipiul Mangalia                                 | str. Ștefan cel Mare, punct str. Ștefan cel Mare                                        | sec. II-III                     |            |                                               | Încărcați imagine | Raportați eroare |
| 60525.01.01                              | Așezarea paleolitică de la Mamaia sat / ansamblu anonim (Categorie: așezare) (Tip: Așezare)                                                                   | localitate componentă Mamaia-Sat, oraș Năvodari     |                                                                                         | musterian                       |            | 44°16′54″N 28°36′26″E / 44.28167°N 28.60722°E | Încărcați imagine | Raportați eroare |
| 60623.02                                 | Așezarea greco-romană de la Moșneni(Moșneanu) (Categorie: așezare) (Tip: așezare)                                                                             | sat Moșneni, comuna 23 August                       |                                                                                         |                                 |            | 43°55′14″N 28°30′39″E / 43.92056°N 28.51083°E | Încărcați imagine | Raportați eroare |
| 60623.02.01                              | Așezarea greco-romană de la Moșneni / ansamblu anonim(Moșneanu) (Categorie: așezare) (Tip: Așezare)                                                           | sat Moșneni, comuna 23 August                       |                                                                                         |                                 |            | 43°55′14″N 28°30′39″E / 43.92056°N 28.51083°E | Încărcați imagine | Raportați eroare |
| 62146.01                                 | Descoperirea monetară de la Mereni / ansamblu anonim (Categorie: descoperire monetară)                                                                        | sat Mereni, comuna Mereni                           |                                                                                         |                                 |            |                                               | Încărcați imagine | Raportați eroare |
| 60856.06.01                              | Cariera de piatră de la Medgidia / ansamblu anonim (Categorie: carieră/mine) (Tip: Carieră de piatră)                                                         | municipiul Medgidia                                 |                                                                                         | sec. X                          |            | 44°14′58″N 28°15′22″E / 44.24944°N 28.25611°E | Încărcați imagine | Raportați eroare |
| 60856.12.01                              | Situl arheologic de la Medgidia - cariera de caolin / ansamblu anonim (Categorie: așezare) (Tip: Locuire)                                                     | municipiul Medgidia                                 | Cariera de caolin                                                                       |                                 |            |                                               | Încărcați imagine | Raportați eroare |
| 60856.12.02                              | Situl arheologic de la Medgidia - cariera de caolin / ansamblu anonim (Categorie: așezare) (Tip: Așezare)                                                     | municipiul Medgidia                                 | Cariera de caolin                                                                       |                                 |            |                                               | Încărcați imagine | Raportați eroare |
| 60856.12.03                              | Situl arheologic de la Medgidia - cariera de caolin / ansamblu anonim (Categorie: așezare) (Tip: Așezare)                                                     | municipiul Medgidia                                 | Cariera de caolin                                                                       |                                 |            |                                               | Încărcați imagine | Raportați eroare |
| 60856.10.01                              | Așezarea din epoca romană de la Medgidia - IAS Medgidia / ansamblu anonim (Categorie: locuire) (Tip: așezare)                                                 | municipiul Medgidia                                 |                                                                                         |                                 | 1978       |                                               | Încărcați imagine | Raportați eroare |
| 60856.10.01                              | Așezarea din epoca romană de la Medgidia - IAS Medgidia / complex anonim (Categorie: locuire) (Tip: tezaur monetar)                                           | municipiul Medgidia                                 |                                                                                         | sec. I - II e.n                 | 1978       |                                               | Încărcați imagine | Raportați eroare |
| 60856.07.01                              | Situl arheologic de la Medgidia - La Cocoașă / ansamblu anonim (Categorie: așezare) (Tip: Așezare)                                                            | municipiul Medgidia                                 | La Cocoașă                                                                              | Hamangia                        | 1984       |                                               | Încărcați imagine | Raportați eroare |
| 60856.07.02                              | Situl arheologic de la Medgidia - La Cocoașă / ansamblu anonim (Categorie: așezare) (Tip: Așezare)                                                            | municipiul Medgidia                                 | La Cocoașă                                                                              | getică                          | 1984       |                                               | Încărcați imagine | Raportați eroare |
| 60856.07.03                              | Situl arheologic de la Medgidia - La Cocoașă / ansamblu anonim (Categorie: așezare) (Tip: Așezare)                                                            | municipiul Medgidia                                 | La Cocoașă                                                                              | sec. IV-VI                      | 1984       |                                               | Încărcați imagine | Raportați eroare |
| 60856.07.04                              | Situl arheologic de la Medgidia - La Cocoașă / ansamblu anonim (Categorie: așezare) (Tip: Așezare)                                                            | municipiul Medgidia                                 | La Cocoașă                                                                              |                                 | 1984       |                                               | Încărcați imagine | Raportați eroare |
| 60856.08.01                              | Așezarea eneolitică de la Medgidia - La Canton / ansamblu anonim (Categorie: așezare) (Tip: Așezare)                                                          | municipiul Medgidia                                 | La Canton                                                                               | Gumelnița                       |            |                                               | Încărcați imagine | Raportați eroare |
| 60856.09.01                              | Zăcăminte de silex de la Medgidia / ansamblu anonim (Categorie: carieră/mine) (Tip: Carieră de piatră)                                                        | municipiul Medgidia                                 |                                                                                         | Hamangia                        |            |                                               | Încărcați imagine | Raportați eroare |
| 62208.01.01                              | Cariera de silex de la Mihail Kogălniceanu / ansamblu anonim (Categorie: carieră/mine) (Tip: Carieră de piatră)                                               | sat Mihail Kogălniceanu, comuna Mihail Kogălniceanu |                                                                                         | Hamangia                        |            |                                               | Încărcați imagine | Raportați eroare |
| 62208.02                                 | Situl arheologic de la Mihail Kogălniceanu- "Ceair" (Categorie: așezare) (Tip: așezare și necropolă)                                                          | sat Mihail Kogălniceanu, comuna Mihail Kogălniceanu | Ceair                                                                                   |                                 |            |                                               | Încărcați imagine | Raportați eroare |
| 62208.02.01                              | Situl arheologic de la Mihail Kogălniceanu- "Ceair" / ansamblu anonim (Categorie: așezare) (Tip: vicus)                                                       | sat Mihail Kogălniceanu, comuna Mihail Kogălniceanu | Ceair                                                                                   | romană                          |            |                                               | Încărcați imagine | Raportați eroare |
| 62208.02.02                              | Situl arheologic de la Mihail Kogălniceanu- "Ceair" / ansamblu anonim (Categorie: așezare) (Tip: neprecizat)                                                  | sat Mihail Kogălniceanu, comuna Mihail Kogălniceanu | Ceair                                                                                   | elenistică                      |            |                                               | Încărcați imagine | Raportați eroare |
| 62208.02.03                              | Situl arheologic de la Mihail Kogălniceanu- "Ceair" / ansamblu anonim (Categorie: așezare) (Tip: Necropolă)                                                   | sat Mihail Kogălniceanu, comuna Mihail Kogălniceanu | Ceair                                                                                   |                                 |            |                                               | Încărcați imagine | Raportați eroare |
| 62208.03.01                              | Tumulii de la Mihail Kogălniceanu / ansamblu anonim (Categorie: descoperire funerară) (Tip: movilă)                                                           | sat Mihail Kogălniceanu, comuna Mihail Kogălniceanu |                                                                                         |                                 |            |                                               | Încărcați imagine | Raportați eroare |
| 60856.11.01                              | Așezarea Hamangia de la Medgidia - Cocoașe / ansamblu anonim (Categorie: așezare) (Tip: Așezare)                                                              | municipiul Medgidia                                 | Cocoașe                                                                                 | Hamangia                        |            |                                               | Încărcați imagine | Raportați eroare |
| 60491.28.01                              | Mormântul dublu de la Mangalia / ansamblu anonim (Categorie: descoperire funerară) (Tip: Mormânt de inhumație)                                                | municipiul Mangalia                                 |                                                                                         |                                 |            |                                               | Încărcați imagine | Raportați eroare |
| 60491.29.01                              | Situl arheologic de la Mangalia- str. Oituz nr. 2 - Școala generală nr. 5 / ansamblu anonim (Categorie: locuire) (Tip: așezare urbană)                        | municipiul Mangalia                                 | str. Oituz nr. 2, punct str. Oituz nr. 2 - Școala generală nr. 5                        | elenistică sec. IV-III a.Ch     |            |                                               | Încărcați imagine | Raportați eroare |
| 60491.29.02                              | Situl arheologic de la Mangalia- str. Oituz nr. 2 - Școala generală nr. 5 / ansamblu anonim (Categorie: locuire) (Tip: așezare urbană)                        | municipiul Mangalia                                 | str. Oituz nr. 2, punct str. Oituz nr. 2 - Școala generală nr. 5                        | romană                          |            |                                               | Încărcați imagine | Raportați eroare |
| 60491.29.03                              | Situl arheologic de la Mangalia- str. Oituz nr. 2 - Școala generală nr. 5 / ansamblu anonim (Categorie: locuire) (Tip: așezare urbană)                        | municipiul Mangalia                                 | str. Oituz nr. 2, punct str. Oituz nr. 2 - Școala generală nr. 5                        | romano-bizantină                |            |                                               | Încărcați imagine | Raportați eroare |
| 60491.29.04                              | Situl arheologic de la Mangalia- str. Oituz nr. 2 - Școala generală nr. 5 / ansamblu anonim (Categorie: locuire) (Tip: Așezare)                               | municipiul Mangalia                                 | str. Oituz nr. 2, punct str. Oituz nr. 2 - Școala generală nr. 5                        |                                 |            |                                               | Încărcați imagine | Raportați eroare |
| 60491.30.01                              | Așezare urbană din epoca greacă de la Mangalia- șos. Constanței / ansamblu anonim (Categorie: locuire) (Tip: așezare urbană)                                  | municipiul Mangalia                                 | șos. Constanței                                                                         | elenistică sec. IV-III a.Ch     |            |                                               | Încărcați imagine | Raportați eroare |
| 60491.31.01                              | Așezarea Gumelnița de la Mangalia - Peninsulă / ansamblu anonim (Categorie: locuire) (Tip: Așezare)                                                           | municipiul Mangalia                                 | Peninsulă                                                                               | Gumelnița                       |            | 43°48′22″N 28°32′45″E / 43.80611°N 28.54583°E | Încărcați imagine | Raportați eroare |
| 60491.32.01                              | Așezarea romană de la Mangalia / ansamblu anonim (Categorie: locuire) (Tip: Așezare)                                                                          | municipiul Mangalia                                 |                                                                                         |                                 |            | 43°49′42″N 28°30′52″E / 43.82833°N 28.51444°E | Încărcați imagine | Raportați eroare |
| 60491.33.01                              | Așezarea elenistică de la Mangalia- malul de Nord al lacului / ansamblu anonim (Categorie: locuire) (Tip: Așezare)                                            | municipiul Mangalia                                 | malul de Nord al lacului                                                                | elenistică                      |            | 43°49′17″N 28°30′04″E / 43.82139°N 28.50111°E | Încărcați imagine | Raportați eroare |
| 60491.34.01                              | Așezarea Dridu de la Mangalia - Insula / ansamblu anonim (Categorie: locuire) (Tip: Așezare)                                                                  | municipiul Mangalia                                 | Insula                                                                                  | Dridu                           |            | 43°48′18″N 28°30′04″E / 43.805°N 28.50111°E   | Încărcați imagine | Raportați eroare |
| 60491.01.01 (Cod LMI: CT-I-m-A-02696.01) | Situl arheologic de la Mangalia - "Orașul antic Callatis" / ansamblu Cetatea romană (Categorie: fortificație) (Tip: Cetate)                                   | municipiul Mangalia                                 | Callatis                                                                                | sec. I - IV                     |            | 43°48′45″N 28°35′10″E / 43.81248°N 28.58622°E | Încărcați imagine | Raportați eroare |
| 60491.01.02 (Cod LMI: CT-I-m-A-02696.01) | Situl arheologic de la Mangalia - "Orașul antic Callatis" / ansamblu Cetatea romano-bizantină (Categorie: fortificație) (Tip: Cetate)                         | municipiul Mangalia                                 | Callatis                                                                                | sec. IV - VII                   |            | 43°48′45″N 28°35′10″E / 43.81248°N 28.58622°E | Încărcați imagine | Raportați eroare |
| 60491.01.03 (Cod LMI: CT-I-m-A-02696.03) | Situl arheologic de la Mangalia - "Orașul antic Callatis" / ansamblu Basilica romano-bizantină de la Mangalia (Categorie: fortificație) (Tip: Basilica)       | municipiul Mangalia                                 | Callatis                                                                                | sec. V - VI                     |            | 43°48′45″N 28°35′10″E / 43.81248°N 28.58622°E | Încărcați imagine | Raportați eroare |
| 60491.01.04 (Cod LMI: CT-I-m-A-02696.04) | Situl arheologic de la Mangalia - "Orașul antic Callatis" / ansamblu Clădire romano-bizantină de la Mangalia (Categorie: fortificație) (Tip: Clădire)         | municipiul Mangalia                                 | Callatis                                                                                | sec. V - VI                     |            | 43°48′45″N 28°35′10″E / 43.81248°N 28.58622°E | Încărcați imagine | Raportați eroare |
| 60491.01.05 (Cod LMI: CT-I-m-A-02696.06) | Situl arheologic de la Mangalia - "Orașul antic Callatis" / ansamblu Zidul de apărare al cetății Callatis (Categorie: fortificație) (Tip: Zid de incintă)     | municipiul Mangalia                                 | Callatis                                                                                | sec. VI                         |            | 43°48′45″N 28°35′10″E / 43.81248°N 28.58622°E | Încărcați imagine | Raportați eroare |
| 60491.01.06 (Cod LMI: CT-I-m-A-02696.08) | Situl arheologic de la Mangalia - "Orașul antic Callatis" / ansamblu Colonia greacă Callatis (Categorie: fortificație) (Tip: așezare)                         | municipiul Mangalia                                 | Callatis                                                                                | sec. IV a. Chr.                 |            | 43°48′45″N 28°35′10″E / 43.81248°N 28.58622°E | Încărcați imagine | Raportați eroare |
| 60491.01.07 (Cod LMI: CT-I-m-A-02696.12) | Situl arheologic de la Mangalia - "Orașul antic Callatis" / ansamblu anonim (Categorie: fortificație) (Tip: Zid de incintă)                                   | municipiul Mangalia                                 | Callatis                                                                                | sec. IV a. Chr.                 |            | 43°48′45″N 28°35′10″E / 43.81248°N 28.58622°E | Încărcați imagine | Raportați eroare |
| 62299.04.01                              | Așezarea întărită de la Mircea Vodă - Valea Carasu / ansamblu anonim (Categorie: locuire) (Tip: Așezare fortificată)                                          | sat Mircea Vodă, comuna Mircea Vodă                 | Valea Carasu                                                                            |                                 |            | 44°16′12″N 28°11′30″E / 44.27013°N 28.19171°E | Încărcați imagine | Raportați eroare |
| 62299.05.01                              | Așezarea getică de la Mircea Vodă - Dealul Caradurai / ansamblu anonim (Categorie: locuire) (Tip: așezare deschisă)                                           | sat Mircea Vodă, comuna Mircea Vodă                 | Dealul Caradurai                                                                        | getică sec. IV-I î.Hr.          |            | 44°15′49″N 28°06′51″E / 44.2636°N 28.11422°E  | Încărcați imagine | Raportați eroare |
| 61274.01.01                              | Tumul de la Miorița-Trei Movile / ansamblu anonim (Categorie: descoperire funerară) (Tip: Tumul)                                                              | sat Miorița, comuna Ciobanu                         | Trei movile                                                                             |                                 | 2010       | 44°39′23″N 28°04′18″E / 44.65634°N 28.07166°E | Încărcați imagine | Raportați eroare |
| 61274.02.01                              | Tumul de la Miorița-Trei Movile / ansamblu anonim (Categorie: descoperire funerară) (Tip: Tumul)                                                              | sat Miorița, comuna Ciobanu                         | Trei movile                                                                             |                                 | 2010       | 44°39′26″N 28°04′18″E / 44.65709°N 28.07154°E | Încărcați imagine | Raportați eroare |
| 61274.03.01                              | Tumul de la Miorița-Trei Movile / ansamblu anonim (Categorie: descoperire funerară) (Tip: Tumul)                                                              | sat Miorița, comuna Ciobanu                         | Trei movile                                                                             |                                 | 2010       | 44°39′29″N 28°04′17″E / 44.65803°N 28.0715°E  | Încărcați imagine | Raportați eroare |
| 61274.04.01                              | Tumul la Miorița / ansamblu anonim (Categorie: descoperire funerară) (Tip: Tumul)                                                                             | sat Miorița, comuna Ciobanu                         |                                                                                         |                                 | 2010       | 44°39′32″N 28°05′53″E / 44.65882°N 28.09796°E | Încărcați imagine | Raportați eroare |
| 61274.05.01                              | Tumul la Miorița / ansamblu anonim (Categorie: descoperire funerară) (Tip: Tumul)                                                                             | sat Miorița, comuna Ciobanu                         |                                                                                         |                                 | 2013       | 44°40′09″N 28°06′53″E / 44.66905°N 28.11472°E | Încărcați imagine | Raportați eroare |
| 61274.06.01                              | Tumulul de la Miorița-Movila Neagră / ansamblu anonim (Categorie: descoperire funerară) (Tip: Tumul)                                                          | sat Miorița, comuna Ciobanu                         | Movila Neagră                                                                           |                                 |            | 44°40′21″N 28°06′10″E / 44.67263°N 28.10267°E | Încărcați imagine | Raportați eroare |
| 61274.07.01                              | Tumulul de la Miorița-Movila Neagră / ansamblu anonim (Categorie: descoperire funerară) (Tip: Tumul)                                                          | sat Miorița, comuna Ciobanu                         | Movila Neagră                                                                           |                                 | 2010       | 44°40′27″N 28°06′14″E / 44.67418°N 28.10401°E | Încărcați imagine | Raportați eroare |
| 61274.08                                 | Tumulul de la Miorița-Movila Neagră (Categorie: descoperire funerară) (Tip: tumul)                                                                            | sat Miorița, comuna Ciobanu                         | Movila Neagră                                                                           |                                 | 2010       | 44°40′27″N 28°06′15″E / 44.67411°N 28.1041°E  | Încărcați imagine | Raportați eroare |
| 61274.09.01                              | Tumulul de la Miorița / ansamblu anonim (Categorie: construcție cult) (Tip: Tumul)                                                                            | sat Miorița, comuna Ciobanu                         |                                                                                         |                                 | 2013       | 44°40′31″N 28°06′16″E / 44.67522°N 28.10456°E | Încărcați imagine | Raportați eroare |
| 61274.10.01                              | Tumulul de la Miorița / ansamblu anonim (Categorie: descoperire funerară) (Tip: Tumul)                                                                        | sat Miorița, comuna Ciobanu                         |                                                                                         |                                 | 2013       | 44°40′32″N 28°06′14″E / 44.67543°N 28.10392°E | Încărcați imagine | Raportați eroare |
| 61274.11.01                              | Tumulul de la Miorița / ansamblu anonim (Categorie: descoperire funerară) (Tip: Tumul)                                                                        | sat Miorița, comuna Ciobanu                         |                                                                                         |                                 | 2013       | 44°40′33″N 28°06′15″E / 44.67577°N 28.10403°E | Încărcați imagine | Raportați eroare |
| 61274.12.01                              | Tumulul de la Miorița / ansamblu anonim (Categorie: descoperire funerară) (Tip: Tumul)                                                                        | sat Miorița, comuna Ciobanu                         |                                                                                         |                                 | 2010       | 44°40′36″N 28°06′16″E / 44.6767°N 28.10443°E  | Încărcați imagine | Raportați eroare |
| 61274.13.01                              | Tumulul de la Miorița / ansamblu anonim (Categorie: descoperire funerară) (Tip: Tumul)                                                                        | sat Miorița, comuna Ciobanu                         |                                                                                         |                                 |            | 44°40′25″N 28°06′42″E / 44.67371°N 28.11159°E | Încărcați imagine | Raportați eroare |
| 61274.14.01                              | Tumulul de la Miorița / ansamblu anonim (Categorie: descoperire funerară) (Tip: Tumul)                                                                        | sat Miorița, comuna Ciobanu                         |                                                                                         |                                 | 2010       | 44°40′15″N 28°06′36″E / 44.6707°N 28.10993°E  | Încărcați imagine | Raportați eroare |
| 60491.13.01                              | Situl arheologic romano-bizantin de la Mangalia-Str. Teilor-Hotel Prezident / ansamblu anonim (Categorie: locuire) (Tip: așezare)                             | municipiul Mangalia                                 | Str. Teilor-Hotel Prezident                                                             | sec. II-IV                      |            |                                               | Încărcați imagine | Raportați eroare |